# Reichersbeuern
Reichersbeuern település Németországban, azon belül Bajorországban. Lakosainak száma 2487 fő (2023. december 31.).

## Népesség
A település népessége az elmúlt években az alábbi módon változott:
| Lakosok száma | 477  | 1332 | 1527 | 1581 | 2232 | 2309 | 2537 | 2503 | 2467 | 2487 |
|               | 1875 | 1950 | 1975 | 1987 | 2012 | 2014 | 2016 | 2017 | 2021 | 2023 |